# Partitiv
Partitiv er en kasus, der findes på bl.a. finsk og estisk. Den er delvist sammenlignelig med akkusativ, fordi den på disse sprog også betegner objektet i en sætning. 
Her ses nogle eksempler på dansk for at vise forskellen:
```
Partitiv: Jeg spiser mad (=jeg spiser noget af maden)
Akkusativ: Jeg spiser maden (=jeg spiser al maden)

```

```
Par: Jeg drikker saftevand (=jeg drikker en slurk af saftevandet)
Akk: Jeg drikker saftevandet (=jeg drikker alt saftevandet)

```

```
Par: Jeg hæver penge (=så der stadig er nogen tilbage)
Akk: Jeg hæver pengene (=alle de penge der er)

```

Som det tydeligt fremgår, er både partitiv og akkusativ altså objekt i sætningen, og forskellen
kan vises selv på dansk, men på f.eks. de finsk-ugriske sprog, hvor der hverken er forskel på køn eller bestemt/ubestemt, er det en fordel at kunne skelne mellem de to kasus. Har man svært ved
at huske forskel på partitiv og akkusativ, skal man tænke på partitiv som "a part of" – "en del af".

## Partitiv genitiv
Partitivens funktion er på nogle sprog overtaget af genitiv, der i denne brug kaldes partitiv genitiv, delingsgenitiv. 
Tysk:  Viele Mitglieder der deutschen Regierung ... (mange medlemmer af den tyske regering);  Ein Teil des Körpers (en del af kroppen). 
Latin: Pars militum (en del af soldaterne); magna pars diei consumpta erat (en stor del af dagen var gået).
Russisk har også partitiv genitiv, men kender samtidigt den selvstændige kasus partitiv.